# كيوي أوكاريتو بني
كيوي أوكاريتو بني أو كيوي روي (الاسم العلمي:Apteryx rowi) هو نوع من الطيور يتبع جنس الكيوي من فصيلة الكيوية.		
اعتُبر نوعا مستقلاً لأول مرة عام 1994، وهو أصغر حجما، ويوجد على ريشه لون رمادي خفيف، وأحيانا ريش أبيض على وجهه. تضع الإناث عدة بيضات تصل إلى ثلاث بيضات في الموسم، وهي تضع كل واحدة في عش مختلف، ويقوم كلا الوالدين بالاحتضان.	